# Castelnau-de-Montmiral

Castelnau-de-Montmiral este o comună în departamentul Tarn din sudul Franței. În 2009 avea o populație de 950 de locuitori.

## Evoluția populației
| An        | 1975  | 1982 | 1990 | 1999 | 2006 | 2009 |
| --------- | ----- | ---- | ---- | ---- | ---- | ---- |
| Populație | 1.037 | 958  | 910  | 895  | 940  | 950  |